# Iposolfito
Lo ione iposolfito è un anione di formula SO22−.
In ogni caso sali contenenti lo ione SO22− e l'acido corrispondente, l'acido iposolforoso, si pensa non esistano, o comunque non sono stati mai rilevati. Per questo non si conoscono i dati dell'acido o dei rispettivi sali.
La parola iposolfito è utilizzata anche (erroneamente) come un sinonimo dello ione tiosolfato, S2O32−, ma in realtà sono ioni completamente differenti.